# Bruidsbloem

Deutzia crenata

Bruidsbloem (Deutzia) is een geslacht van planten uit de hortensiafamilie (Hydrangeaceae).
De botanische naam Deutzia verwijst naar de bankier en botanicus Johan van der Deutz (1743-1784) die Thunbergs buitenlandse reizen sponsorde.
Enkele soorten in dit geslacht zijn geliefde sierplanten.
Het gaat in dit geslacht meestal om bladverliezende struiken, met gesteelde en getande bladeren.

## Soorten
- Deutzia calycosa
- Deutzia chunii
- Deutzia compacta
- Deutzia compacta 'Lavender Time'
- Deutzia coreana
- Deutzia crenata
- Deutzia crenata var. nakaiana
- Deutzia crenata 'Nikko'
- Deutzia discolor
- Deutzia glabrata
- Deutzia glauca
- Deutzia glauca 'Dette'
- Deutzia gracilis
- Deutzia gracilis 'Aurea'
- Deutzia gracilis 'Dippon'
- Deutzia gracilis 'Nikko'
- Deutzia grandiflora
- Deutzia hookeriana

### Hybriden
- Deutzia ×elegantissima
- Deutzia ×elegantissima 'Fasciculata'
- Deutzia ×elegantissima 'Rosealind'
- Deutzia ×hybrida
- Deutzia ×hybrida 'Contraste'
- Deutzia ×hybrida 'Joconde'
- Deutzia ×hybrida 'Magicien'
- Deutzia ×hybrida 'Mont Rose'
- Deutzia ×hybrida 'Perle Rose'